# Elvan Water
Elvan Water ist ein Nebengewässer im Oberlaufgebiet des River Clyde. Es entsteht in dem Verwaltungsbezirk der Stadt Biggar in der zu Schottland gehörenden Grafschaft South Lanarkshire durch Zusammenfluss der Gewässer Shortcleuch Water und Lead Burn. Nach kurzem Verlauf mündet es bei Elvanfoot in den River Clyde. Einer der beiden Quellflüsse (Daer Water) des River Clyde ist lediglich 2,1 km entfernt gelegen. Das Klima ist atlantisch geprägt gemäßigt.

## Verkehrsanbindung
Die A74(m) verläuft entlang des River Clyde und wird von der A702 begleitet, von der bei Elvanfoot die B7040 abgeht, die das Elvan Water begleitet.
Die Caledonian Railway von Carlisle über Glasgow, Edinburgh nach Greenhill betrieb auch eine Zweigstrecke in das Tal des Elvan Water, den Leadhills and Wanlockhead Light Railway, der hauptsächlich für die Bleiminen der Umgebung gebaut wurde. Wanlockhead war dabei einer der höchsten Punkte für eine Normalspurbahn. Nach ihrer Stilllegung wurde ein Teilstück als Schmalspurbahn für touristische Zwecke wiedereröffnet. Ein markanter Punkt war der Elvan Water Viaduct, der als zweibogige Brücke aus Beton das Gewässer überspannte und von 1901 bis 1950 genutzt wurde. Er wurde 2007 abgerissen.

## Erzvorkommen
Blei wurde in den Bergen um das Tal des Elvan Water in industriellem Maßstab abgebaut. Es kommen dort Bleimineralien in verschiedener chemischer Zusammensetzung vor, es sind dies Blei-Kupfer-Salze, Lanarkite, Leadhillite, Scotlandite und Susannite. Weiterhin gab es Gold- und Silberfunde, aber auch Vanadium-haltigen Wulfenit, Strontianit, Schwefel und weitere Mineralien, die zum Beispiel Titan und Vanadium enthalten.